# فرانسيس ويلسون
فرانسيس ويلسون (بالإنجليزية: Frances Wilson)‏ هي ناقدة أدبية بريطانية، ولدت في 1964.